# 大腸実
大腸実（だいちょうじつ）とは、漢方医学で言う消化器系など全般の機能亢進によりおこる症状を言う。

## 概要
漢方医学では六腑のうち大腸は五行思想で言う金を司る機能を指し、六臓で言えば肺、五官で言えば鼻、五体で言えば皮膚に相当するため大腸の機能の亢進は（西欧医学で言う大腸の機能障害とは異なる）自分を抑え込むなどがあらわれるとされる。漢方医学では
対処としては
鍼灸においては五行や東洋医学の治療方針の関係から五行では自経が実すれば、その子を瀉すとされており、この場合、金の気である大腸が実すれば水の気である子の膀胱を瀉せとされており、大腸経の二間穴、膀胱経の足通谷穴が用いられる。